# فرانز له گسلیز
فرانز له گسلیز (به لاتین: Frasnes-lez-Gosselies) یک منطقهٔ مسکونی در بلژیک است که در لبون-ویه واقع شده‌است.